# Сонја од Норвешке
Краљица Сонја од Норвешке (норв. Dronning Sonja av Norge; Осло, 4. јул 1937) супруга је краља Харалда V од Норвешке.

## Детињство и образовање
Сонја је рођена као Сонја Харалдсен (норв. Sonja Haraldsen) 4. јула 1937. у Ослу, Норвешка. Њени родитељи, Карл Аугуст Харалдсен (1889–1959) и Данји Урлихсен (1898–1994), обоје су били трговци.
Након завршене основне и средње школе, Соња је студирала дизајн текстила у Ослу и у Лозани, Швајцарска. По повратку у Норвешку дипломирала је француски језик на Универзитету у Ослу. Поред норвешког и француског такође говори енглески језик.

## Брак и деца
Соња и Харалд V од Норвешке, који је тада носио титулу принца престолонаследника, венчали су се 29. августа 1968. у Ослу. Харалдов отац Улав V је желео да се Харалд ожени неком европском принцезом, те се у почетку противио овом браку због Сонјиног порекла. Међутим, како је Харалд, који је уз то био јединац, запретио да ће се „оженити Сонјом, ниједном другом“, краљ Улав је ипак дао свој пристанак.
Краљ Харалд и краљица Сонја имају двоје деце и петоро унучади:
- Њено височанство принцеза Марта Луиза је рођена 22. септембра 1971. Тренутно заузима четврто место у линији наследства норвешког престола. Марта Луиза се 24. маја 2002. удала за књижевника Арија Бена, са којим има три кћерке — Мод Анђелику (рођену 29. априла 2003), Лију Исадору (рођену 8. априла 2006) и Ему Талулу (рођену 29. септембра 2008), које заузимају пето, шесто и седмо место у линији наследства норвешког престола.[3]
- Његово краљевско височанство Хокон Магнус, престолонаследник Норвешке, рођен је 20. јула 1973. Тренутни је наследник престола Норвешке. Хокон се 25. августа 2001. оженио са Мете-Марит Тјесем Хејби,[4] са којом има двоје деце — Ингрид Александру (рођену 21. јануара 2004) и Свареа Магнуса (рођеног 3. децембра 2005), који заузимају друго и треће место у линији наследства норвешког престола.[5] Хокон је такође очух Мете-Маритином ванбрачном сину Маријусу.[6]

## Породица

### Родитељи
| име            | слика | датум рођења       | датум смрти       |
| -------------- | ----- | ------------------ | ----------------- |
| Карл Харалдсен |       | 5. април 1889.     | 9. март 1959.     |
| Данји Улрихсен |       | 25. новембар 1898. | 15. октобар 1994. |

### Супружник
| име      | слика | датум рођења      |
| -------- | ----- | ----------------- |
| Харалд V |       | 21. фебруар 1937. |

### Деца
| име                               | слика | датум рођења        | супружник              |
| --------------------------------- | ----- | ------------------- | ---------------------- |
| Марта Лујза од Норвешке           |       | 22. септембар 1971. | Ари Бен                |
| Хокон, престолонаследник Норвешке |       | 20. јул 1973.       | Мете-Марит од Норвешке |

## Титуле
- 4. јул 1937 — 29. август 1968: Госпођица Сонја Харалдсен
- 29. август 1968 — 23. јун 1991: Њено краљевско височанство крунска принцеза од Норвешке
- 23. јун 1991 — тренутно: Њено величанство краљица Норвешке

## Чинови
- Норвешка: Адмирал Краљевске морнарице
- Норвешка: Бригадир Армије[7]

## Породично стабло
|  |                                |  |  |  |  |  |  |  |  |  |  |  |  |  |  |  |
|  | 2. Karl August Haraldsen       |  |  |  |  |  |  |  |  |  |  |  |  |  |  |  |
|  |                                |  |  |  |  |  |  |  |  |  |  |  |  |  |  |  |
|  |                                |  |  |  |  |  |  |  |  |  |  |  |  |  |  |  |
|  | 5. Karete Josefine Nielsdatter |  |  |  |  |  |  |  |  |  |  |  |  |  |  |  |
|  |                                |  |  |  |  |  |  |  |  |  |  |  |  |  |  |  |
|  |                                |  |  |  |  |  |  |  |  |  |  |  |  |  |  |  |
|  | 1. Сонја од Норвешке           |  |  |  |  |  |  |  |  |  |  |  |  |  |  |  |
|  |                                |  |  |  |  |  |  |  |  |  |  |  |  |  |  |  |
|  |                                |  |  |  |  |  |  |  |  |  |  |  |  |  |  |  |
|  | 12. Ulrich Schjødt Ulrichsen   |  |  |  |  |  |  |  |  |  |  |  |  |  |  |  |
|  |                                |  |  |  |  |  |  |  |  |  |  |  |  |  |  |  |
|  |                                |  |  |  |  |  |  |  |  |  |  |  |  |  |  |  |
|  | 3. Dagny Haraldsen             |  |  |  |  |  |  |  |  |  |  |  |  |  |  |  |
|  |                                |  |  |  |  |  |  |  |  |  |  |  |  |  |  |  |
|  |                                |  |  |  |  |  |  |  |  |  |  |  |  |  |  |  |
|  | 7. Marie Berntine Hansen       |  |  |  |  |  |  |  |  |  |  |  |  |  |  |  |
|  |                                |  |  |  |  |  |  |  |  |  |  |  |  |  |  |  |
|  |                                |  |  |  |  |  |  |  |  |  |  |  |  |  |  |  |